# Antoine Fabien Cholet
Antoine Fabien Cholet est un homme politique français né le 12 septembre 1744 à Paris et décédé le 30 décembre 1822 à Paris.

## Biographie
Procureur au Châtelet de Paris avant la Révolution, puis bailli de Béziers en 1775, il est secrétaire greffier des États du Languedoc en 1778. Emprisonné comme suspect sous la Terreur, il devient conservateur des hypothèques de Versailles en 1796 et juge suppléant. Il est nommé président du tribunal civil de Versailles en 1798 puis juge au tribunal d'appel de la Seine en 1800 et président du tribunal criminel de Versailles. Il est député de Seine-et-Oise de 1804 à 1810. Il est ensuite conseiller à la cour impériale de Paris. Il est fait chevalier d'Empire en 1809.

## Sources
- « Antoine Fabien Cholet », dans Adolphe Robert et Gaston Cougny, Dictionnaire des parlementaires français, Edgar Bourloton, 1889-1891 [détail de l’édition]